# Chīrūk
Chīrūk (persiska: Chīrūk-e Bālā, چیروک بالا, چیروک) är en ort i Iran.   Den ligger i provinsen Khorasan, i den centrala delen av landet, 600 km öster om huvudstaden Teheran. Chīrūk ligger 1 392 meter över havet och antalet invånare är 120.
Terrängen runt Chīrūk är bergig. Trakten runt Chīrūk är nära nog obefolkad, med mindre än två invånare per kvadratkilometer. Närmaste större samhälle är Eşfahak, 5,8 km väster om Chīrūk. Trakten runt Chīrūk är ofruktbar med lite eller ingen växtlighet.